# جبنة مشوية
ساندويتش الجبن المشوي ، المعروف أحيانًا باسم الساندويتش المحمص ، أو خبز الجبن ( المملكة المتحدة )، أو الجافل ( أستراليا )، هو ساندويتش جبن ساخن يتم تحضيره عادةً عن طريق تسخين شرائح الجبن بين شرائح الخبز مع دهون الطهي مثل الزبدة أو المايونيز في مقلاة أو صفيحة خبز أو محمصة ساندويتش ، حتى يتحول لون الخبز إلى اللون البني ويذوب الجبن. على الرغم من اسمها، إلا أن الساندويتش نادرًا ما يتم تحضيره عن طريق الشواء .

## تاريخ
يتضمن كتاب الوصفات الإنجليزي لعام 1861 ، كتاب السيدة بيتون لإدارة المنزل، وصفة لوضع شطائر الخبز البني والزبدة مع1⁄2-بوصة (13 مـم) شرائح من " جبن شيشاير الدسم أو أي جبن غني جيد" في الفرن، وتقديمها عندما ينضج الخبز.
أصبحت شطيرة الجبن المشوية المفتوحة، حلم الجبن، شائعة في الولايات المتحدة خلال فترة الكساد الأعظم . تصف كتب الطبخ التابعة للحكومة الأمريكية طهاة البحرية وهم يقومون بتحضير "سندويشات محشوة بالجبن الأمريكي" أثناء الحرب العالمية الثانية.

## طريقة التحضير
يتم تحضير ساندويتش الجبن المشوي عن طريق وضع حشوة الجبن، غالبًا ما تكون شيدر أو جبن أمريكي ، بين شريحتين من الخبز، ثم يتم تسخينها حتى يتحول لون الخبز إلى البني ويذوب الجبن. عادة ما يتم إضافة طبقة من الزبدة أو المايونيز إلى الجزء الخارجي من الخبز لمزيد من النكهة والملمس. قد تتضمن البدائل مكونات إضافية مثل اللحوم أو الفلفل أو الطماطم أو البصل.

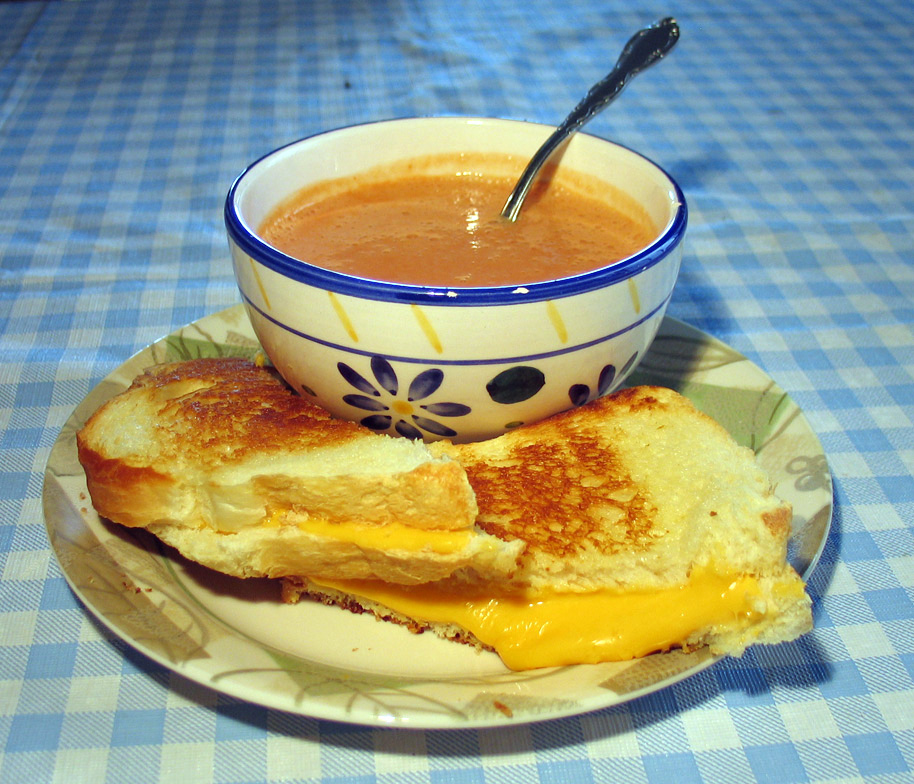
طبق شوربة مع جبنة مشوية

يمكن أيضًا تحضير الجبن المشوي في محمصة الساندويتشات، وخاصة في المملكة المتحدة حيث يُطلق على الطبق عادةً اسم شطيرة الجبن المحمصة أو خبز الجبن المحمص.

## البيع بالتجزئة
تتخصص بعض المطاعم وعربات الطعام وشاحنات الطعام في الولايات المتحدة في تقديم ساندويتش الجبن المشوي. كانت مطاعم Grilled Cheese Grill عبارة عن مزيج من المركبات المستصلحة ومطاعم عربات الطعام التي ركزت على شطائر الجبن المشوية الشهية في بورتلاند بولاية أوريغون. شاحنة الجبن المشوية هي شركة شاحنات طعام أمريكية تقدم شطائر الجبن المشوية الشهية "بقيادة الشيف".
تتوفر السندويشات المحمصة المجمدة القابلة للاستخدام في الميكروويف في محلات السوبر ماركت في مجموعة متنوعة من المواقع. من الأمثلة على ذلك خبز ماكين ميكرو توستي، الذي تم إطلاقه في محلات السوبر ماركت في المملكة المتحدة في عام 2002.